# Заречный (Татарстан)
Заречный — поселок в Нурлатском районе Татарстана. Административный центр Зареченского сельского поселения.

## География
Находится в южной части Татарстана на расстоянии приблизительно 25 км на запад-северо-запад по прямой от районного центра города Нурлат у реки Большой Черемшан.

## История
Основан в 1936 году на базе Октябрьского леспромхоза, официально зарегистрирован в 1964 году.

## Население
Постоянных жителей было в 1970 году — 701, в 1979—536, в 1989—424, в 2002 году 379 (русские 27 %, чуваши 27 %, татары 43 %), в 2010 году 364.